# Naraka: Bladepoint
Naraka: Bladepoint là một trò chơi video chơi miễn phí Góc nhìn 360 độ, thể loại hành động nhập vai và sinh tồn kiểu Battle Royale. Mỗi trận đấu có tối đa 60 người chơi, họ chiến đấu đến khi chỉ còn 1 người chơi (hoặc 1 tổ đội) thắng cuộc.
Naraka: Bladepoint đặc trưng ở lối chơi tập trung vào giao đấu cận chiến kết hợp với hệ thống oẳn tù tì (Tụ Lực thắng Đánh Thường, Đánh Thường thắng Chống Đỡ, Chống Đỡ thắng Tụ Lực). Trong trận, có nhiều loại vũ khí cận chiến và vũ khí tầm xa để chiến đấu, cũng như Dây Móc (là một loại Đạo Cụ) được sử dụng cho cả di chuyển và chiến đấu. Thêm vào đó, việc lựa chọn mỗi Tướng khác nhau có Thiên Phú riêng cho phép người chơi tùy chỉnh phong cách chơi riêng biệt.
Trò chơi này có ngôn ngữ Tiếng Việt như một ngôn ngữ chính, đây là một ưu điểm mà không có nhiều tựa game vận hành quốc tế có.

## Lối chơi
Naraka: Bladepoint đặt điểm tại "Tụ Quật Châu", nơi các Tướng tụ tập để chiến đấu. Người chơi có thể tiến hành Đấu cá nhân hoặc Đấu đội 3 và được chọn nhiều hơn 9 Tướng khác nhau, mỗi Tướng có 2 Thiên Phú (Kỹ năng và Bí thuật).
Trong số 9 Tướng đó "Kurumi Tsuchimikado" dựa trên mẫu của Âm Dương Sư.

## Tướng
Naraka: Bladepoint đã ra mắt 17 Tướng tính đến ngày 11 tháng 10 năm 2023.

### Ninh Hồng Dạ
Kiếm khách mù đến từ Tây Ngọc Sơn, kịch độc chảy trong huyết quản, ngấm vào tận xương. Cô ấy đứng trên đỉnh cao của cả nhân loại, lưỡi kiếm của cô ấy luôn sẵn sàng. Cô ấy đẹp đẽ và nguy hiểm như một con rắn. Khi số mệnh tới, cô sẽ dùng đôi mắt bịt kín nhìn lại thế giới.

### Matari
Rèn luyện trong gió cát giúp cô nhanh nhẹn như chim ưng sa mạc, cổ thuật bí truyền khiến cô thoắt ẩn thoắt hiện như bóng ma trong thành hoang. Một thích khách khéo léo, cũng là cơn ác mộng cao quý.

### Thiên Hải
Hắn vân du khắp nơi, cuối cùng cũng tìm được đáp án - dù hi sinh bản thân cũng phải cứu vớt chúng sinh. Cơn giận lôi đình hóa thành Kim Cang Nộ quét sạch nghiệp chướng, kẻ ngáng đường sẽ phải chịu hậu quả khó lường.

### Ân Tử Bình
Lấm tấm bèo lan khắp bốn phương. Tặng người một giấc mộng hoàn lương. Tỉ mỉ quan hoài, hoa hiểu ý. Bầu treo vương vấn mấy phần hương.

### Temulch
Khi dòng máu sói thức dậy, gió bão sẽ càn quét khắp thảo nguyên. Đem theo truyền thuyết của tổ tiên tiến tới vinh quang, loài sói thảo nguyên sẽ lại tung hoành.

### Quý Thương Hải
Nâng chén cạn, sống cho hết cái vui trên đời. Đằng sau danh hiệu Anh Hào là một kẻ phóng khoáng, gặp mạnh càng mạnh, dù gặp bao nhiêu gian nan vẫn vững đao tiến lên.

### Kurumi Tsuchimikado
Kurumi, được gọi là Hoa của Helioth, có năng khiếu thiên bẩm và xuất thân từ một nhánh các thầy Âm Dương Sư cổ xưa. Để tìm hiểu bí mật của trời đất, chạm tới đỉnh cao thuật âm dương, Kurumi rời nhà bắt đầu cuộc hành trình mới.

### Yoto Hime (Onmyoji Crossover)[9]
Dưới yêu đao kia, vong hồn chồng chất. Khi bình tĩnh, cô sẽ lại tự trách vì làm hại quá nhiều người. Sở hữu "sức mạnh" thôi chưa đủ, phải có khả năng tiếp nhận và khống chế nó mới được.

### Thôi Tam Nương
Thôi Tam Nương nắm giữ sức mạnh điều khiển đại dương, cô ấy thường phóng xoáy nước để làm choáng kẻ thù khi chúng chạm vào. Khi Thôi Tam Nương dùng bí thuật của mình, truyền sức mạnh của rồng biển và phóng một làn sóng lớn vào chiến trường.

### Nhạc Sơn
Xây dựng dựa trên lịch sử Trung Hoa thời chiến quốc. Có các Thiên phú bao gồm Nhập trận-lao nhanh về phía trước để đẩy lùi và gây sát thương cho kẻ địch. Bí thuật của Nhạc Sơn biến anh ta thành một tướng quân đất nung, thanh kích chết chóc của anh ta có thể giết chết kẻ thù cản đường anh ấy một cách dễ dàng.

### Vô Trần
Vạn sự vô thường, tùy cơ ứng biến. Dù không mang dòng máu Ẩn Tộc thuần khiết, hồn phách thiếu sót, Vô Trần vẫn có thể tự mình giành lấy vị trí sứ giả Ẩn Tộc. Hắn tin rằng, vạn pháp không trói buộc mới có thể hóa giải huyền cơ.

### Cố Thanh Hàn
Sinh ra vốn cành vàng lá ngọc, lại bất hạnh sống nửa đời lênh đênh. Công chúa tôn quý? Chủ nhân duyên dáng của Tàng Vũ Các? Kiếm khách giang hồ lạnh lùng hơn kiếm? Cố Thanh Hàn không quan tâm đến những danh hiệu này. Cô thề sẽ chôn vùi quá khứ dưới lớp tuyết lạnh giá và tìm cho được người thân đang thất lạc của mình.

### Takeda Nobutada
Sống không mong cầu, chết không hối tiếc. Mặc cho người đời thóa mạ, Takeda quyết không phụ sự ủy thác của người bạn chí cốt. Nếu đến đường cùng, chỉ đành vung đao, quét sạch mọi trở ngại! Thân ta dù có vùi nát, cũng không từ bỏ võ đạo!

### Thẩm Diệu
Thiếu nữ với đôi tay khéo léo, tài năng hơn người, thông minh tuyệt đỉnh! Chế tác tinh tế, ngôn từ hóm hỉnh, tính cách thú vị! Một người bạn tuyệt vời, một kẻ địch khó chơi!

### Hồ Vi
Vào sơn trại, bình sơn trại; Vào quân đội lại rời quân đội. Hồ Vi uống sữa hổ lớn lên, tự do như thú hoang trong rừng. Chỉ có an nguy của Vân Châu mới có thể kìm hãm được trái tim hoang dã của anh ta.

### Quý Doanh Doanh
Trời sinh dị tướng, mệnh số đại hung. Quỷ sai đứng đầu Vô Thường Ti, nỗi ám ảnh trong những câu chuyện truyền miệng ở Trung Châu. Khi tìm lại được tên của mình, ngọn lửa địa ngục sẽ thiêu rụi những kẻ từng bỏ rơi cô.

### Ngọc Linh Lung
Xảo quyệt biến hóa, thông hiểu vạn vật. Sau khi thoát khỏi Đảo Ngục và trói buộc của bộ tộc, Ngọc Linh Lung bắt đầu cuộc hành trình tìm kiếm niềm vui và giải cứu thế giới, nhưng vẫn chưa biết đó là phúc hay họa...

## Vũ Khí
Kể từ bản cập nhật ngày 18 tháng 10 năm 2023, Naraka Bladepoint đã có 12 loại vũ khí cận chiến (mới nhất là Quạt) và 7 loại vũ khí tầm xa.
Mỗi loại (hoặc mỗi nhóm) vũ khí cung cấp một phong cách chiến đấu đặc trưng, khiến cho tổng quan trận đấu đa dạng và thú vị.

### Vũ Khí Cận Chiến
Trường Kiếm: vũ khí có tầm đánh vượt trội, thông qua Đòn Tụ Lực quét ra Đường Kiếm Khí.
Thái Đao: vũ khí dạng liên kích (còn gọi là combo) vượt trội, dễ dàng kết nối các đòn tấn công với nhau.
Đại Đao: vũ khí thiên hướng phòng thủ, lối chơi chống chịu và Trả Đòn.
Trảm Mã Đao: vũ khí thiên hướng phòng thủ, lối chơi chống chịu và Trả Đòn.
Côn: Sở hữu 3 kiểu Đòn Tụ Lực (thay vì 2 như các loại vũ khí còn lại).
Thương: Sở hữu 3 kiểu Đòn Tụ Lực (thay vì 2 như các loại vũ khí còn lại).
Dao Găm: cung cấp một trạng thái di chuyển đặc thù "Quét Dao Găm" và khả năng Tụ Lực độc đáo (khi đang Trượt).
Nhị Khúc Côn: sở hữu thêm chỉ số phụ "Long Hổ Công", cộng dồn 5 lần (thông qua chiến đấu), chúng được sử dụng tự động để cường hóa đòn tấn công và phòng thủ tiếp theo.
Song Đao: thuộc nhóm vũ khí cơ động, có thể Tụ Lực khi đang chạy.
Song Kích: thuộc nhóm vũ khí cơ động, có thể Tụ Lực khi đang chạy.
Quạt: vũ khí dạng thao túng, khả năng hút kẻ địch lại gần thông qua đòn Tụ Lực.

### Vũ Khí Tầm Xa
Cung
Súng Ngũ Nhãn
Súng Hỏa Mai
Pháo
Nỏ Gia Cát
Súng Phun Lửa

## Phát triển
Naraka: Bladepoint đã được công bố chính thức cùng với những tựa game khác tại Lễ trao giải Game Awards 2019 vào ngày 12 tháng 12 năm 2019.
Phiên bản dành cho thiết bị di động hiện đang được phát triển, nhằm cung cấp trải nghiệm trận đánh tập trung vào cận chiến cho các người chơi trên toàn cầu. Đội ngũ Thunderfire UX của Netease đang phụ trách thiết kế UI và UX cho phiên bản di động của nó.
Vào ngày 5 tháng 11 năm 2021, 24 Entertainment đã công bố triển khai Lễ khai mạc Giải Vô địch Thế giới NARAKA: BLADEPOINT (NBWC) với tổng giá trị giải thưởng 1,5 triệu đô. NBWC sẽ diễn ra sớm vào năm tới.
Naraka: Bladepoint sắp có mặt chính thức trên hệ máy console, để người chơi có thể trải nghiệm cách chơi cận chiến trên các thiết bị PS và Xbox. Đội ngũ Thunderfire của Netease phụ trách cho sự phát triển phiên bản PS5 và các tính năng của Naraka: Bladepoint.

## Phát hành
Đến tháng 8 năm 2021 đã ra mắt toàn cầu với hơn 10 phiên bản ngôn ngữ. Đội ngũ Thunderfire UX của NetEase đã nghiên cứu người dùng để thiết kế UX cho Naraka: Bladepoint từ bản mẫu đầu tiên.
Sau 3 tháng ra mắt, Naraka: Bladepoint đã bán được hơn 6 triệu bản trên toàn cầu, việc này đã khiến nó trở thành một trong những trò chơi PC Trung Quốc bán chạy nhất từ trước đến nay.
Mùa giải mới của Naraka: Bladepoint, Phá Trận, sẽ bắt đầu vào ngày 11 tháng 11 năm 2021, với sự xuất hiện của hai Tướng mới trong đó có Nhạc Sơn cùng với một vũ khí cận chiến và các phụ kiện làm đẹp mới. Giá vé của mùa giải mới vẫn được giữ nguyên như mùa trước, giới hạn cấp vé mùa sẽ được tăng từ 110 đến 130. Người chơi sẽ được nhận một con dao găm là Dao Mã Thủ trong trò chơi như một lời tri ân vì đã yêu thích và ủng hộ trong suốt thời gian qua. 24 Entertainment đã hợp tác với Bảo Tàng Nghệ thuật về vũ khí cổ đại của Trung Quốc để mô phỏng chiếc dao găm này thành công trong Naraka: Bladepoint.

## Thành tích
Naraka: Bladepoint đã được đề cử danh hiệu Trò chơi nhiều người chơi nhất năm 2021 của Giải cần điều khiển Vàng vào ngày 19 tháng 10 năm 2021, một trong những giải thưởng toàn cầu lâu đời nhất.